# Purga de extrusión

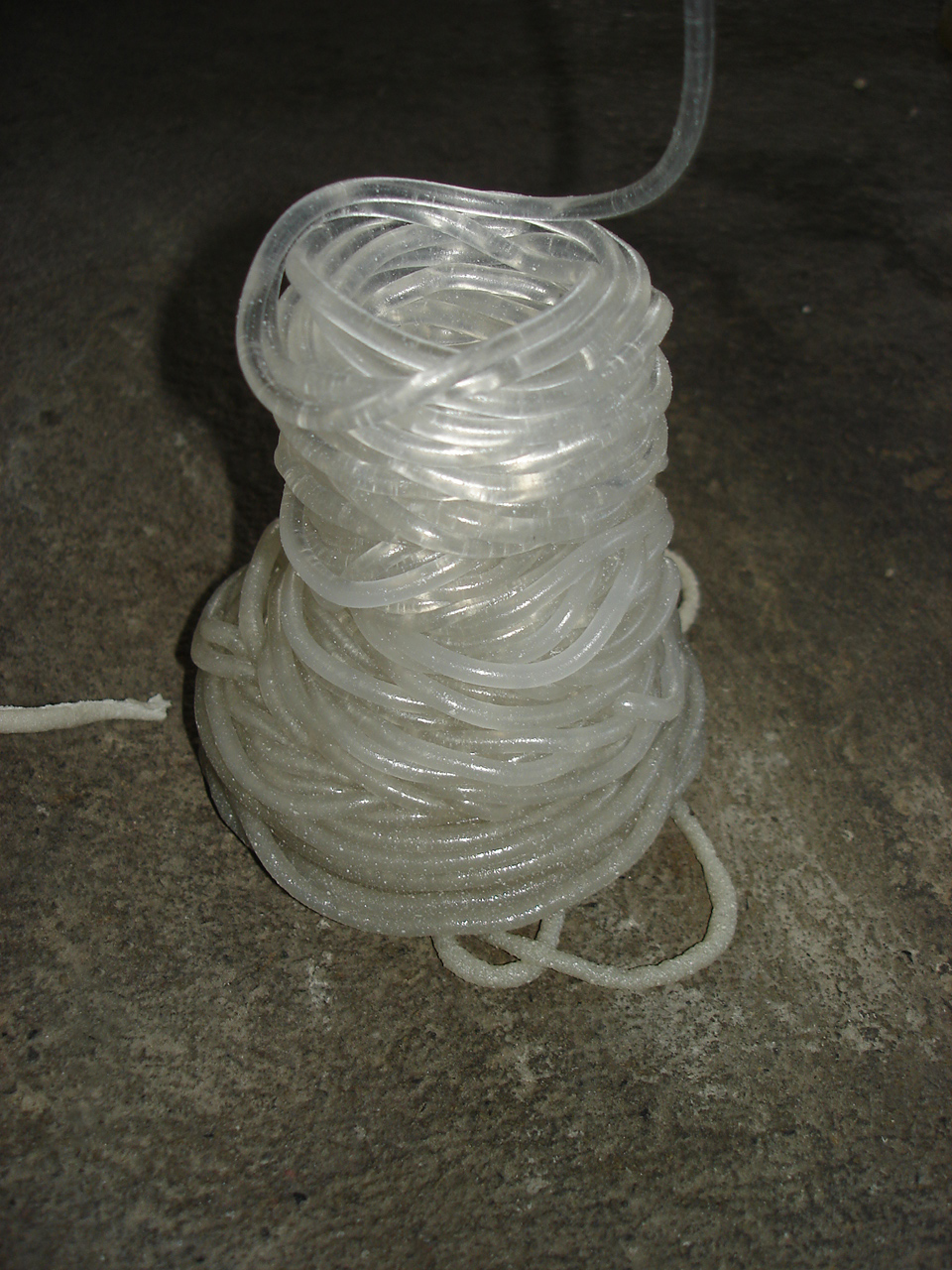
Purga de un extrusor, la parte inferior está contaminada con residuos y la parte superior presenta una purga limpia.

Una purga es un polímero, un copolímero o una mezcla de polímeros que se utiliza para limpiar el cañón de extrusión o la unidad de inyección.
Las purgas contienen polímeros de alta y baja viscosidad y deben arrastrar las impurezas creadas por degradación de polímero, carbonizaciones, pigmentos de procesos anteriores
La purga más popular es simplemente polietileno, aunque mezclas de PEBD y PEAD tienen mejores propiedades purgantes que uno solo de ellos.
Polímeros como PC, ABS y Nylon son difíciles de purgar por su alta temperatura de proceso, en esos casos se debe utilizar una purga que tolere esas altas temperaturas o en su defecto, utilizar el mismo polímero "natural", es decir, sin rellenos o pigmentos.
El diseño de una purga eficiente presenta diversos retos químicos, la purga debe presentar además de características viscoelásticas adecuadas. También debe de ser compatible con los residuos que se desea purgar, por lo que debe actuar como un emulsificante para algunos residuos y como solvente para otros, de manera que la purga sea utilizada en la menor cantidad posible y limpie el cañón rápidamente.
- Datos: Q6093363